# Andrej Chotějev
Andrej Ivanovič Chotějev (rusky Андрей Иванoвич Хотеев; 2. prosince 1946, Petrohrad – 28. listopadu 2021) byl ruský klavírní virtuos. Od roku 1993 žil s rodinou v Německu.

## Životopis
Své hudební vzdělání započal již ve věku pěti let. Studoval na Leningradské konzervatoři u Nathana Perelmana a pak na Moskevské konzervatoři u Lva Naumova.
V roce 1990 zažil svůj první mezinárodní debut, hrál s mnoha slavnými orchestry jako byly např. Saint Petersburg Philharmonic Orchestra, Tchaikovsky Symphony Orchestra Moskva, Orchestre national du Capitole de Toulouse, Orchestre National de Montpellier Languedoc-Roussillon France, Orquesta Lamoureux du Paris, Hamburger Symphoniker, Netherlands Radio Symphony, Saint Petersburg Academic Symphony Orchestra a s dirigenty jako jsou Vladimir Fedosejev, Thomas Sanderling, Eri Klas, Andrej Borejko, Pavel Kogan, Vladimir Altschuler, Avi Ostrowsky, Woldemar Nelsson.

## Diskografie

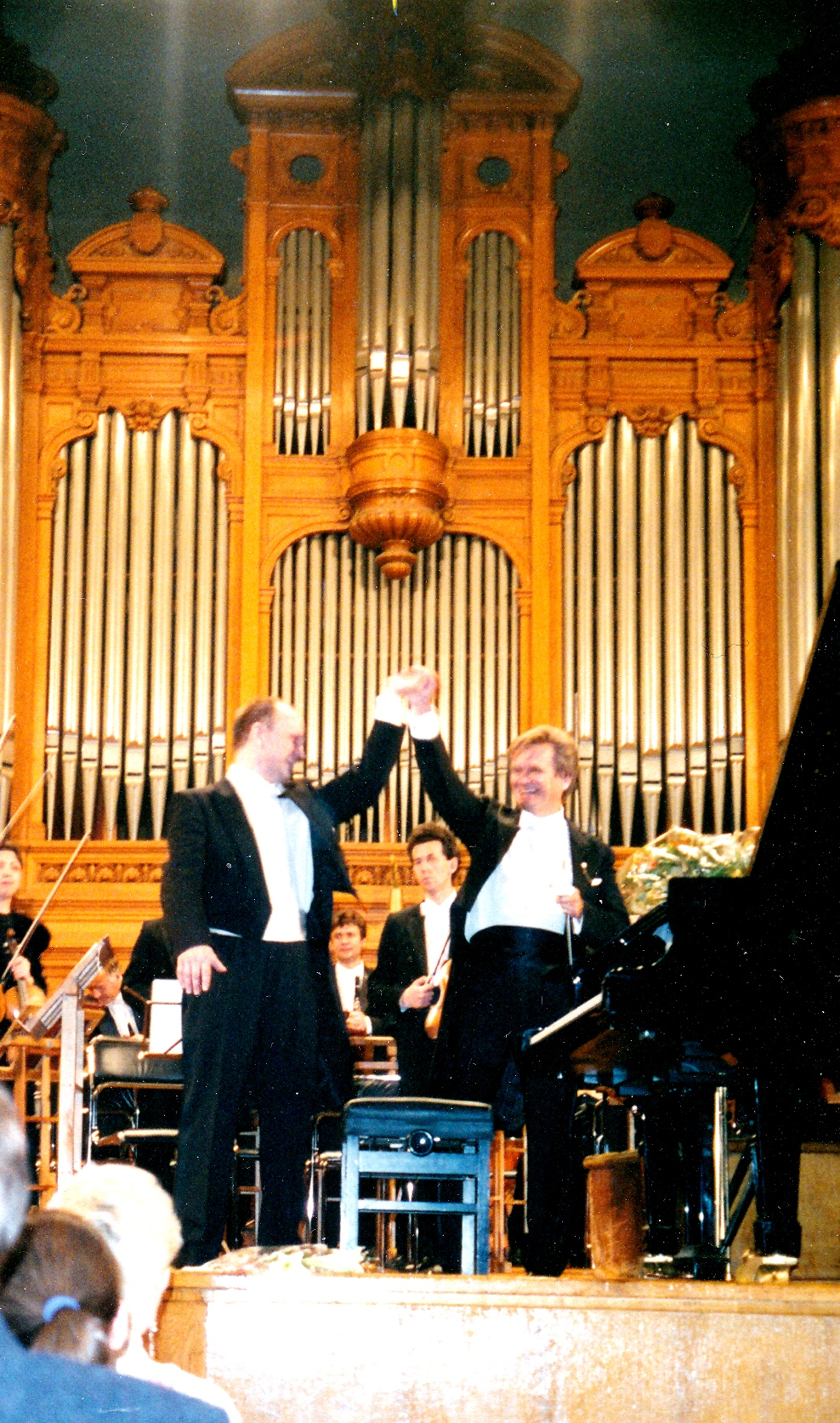
Andrej Chotějev a Vladimir Fedosejev v Moskvě při světové premiéře Čajkovského „Čtyř klavírních koncertů“ 1996

### CD
- Tchaikovsky: Piano Concert No. 3/Dumka 1993, Accord
- Tchaikovsky: The four piano concertos, Hungarian Gypsy Melodies, Allegro c-moll in original version. 3 CDs, 1998, KOCH-Schwann[5]
- Russian songs: Rachmaninoff: 10 songs; Mussorgsky: Songs and Dances of Death; Scriabin: Piano Sonata No. 9 Black Mass ; with Anja Silja, soprano. Recording: Berlin, Jesus Christus Kirche, 2009, Sony BMG
- Tchaikovsky/Rachmaninoff: Sleeping Beauty/Dornröschen. Great Ballet-Suite for piano for four hands. Andrej Hoteev and Olga Hoteeva, piano. 2012, NCA[6] World premiere.
- “Pure Mussorgsky”: Pictures at an Exhibition & Songs and Dances of Death - played from the original manuscripts; Andrej Hoteev(piano) and Elena Pankratova(soprano). Berlin classics / Edel 2014[7]
- Wagner„Declarations of Love. Complete piano works and piano songs for Mathilde and Cosima:“Wesendonck- Sonata” Piano Sonata in a flat WWV 85 – “Sleepless”Music Letter for piano in G - “Schmachtend”Piano Elegie for Cosima in A-flat - Wesendonck-Lieder 1. Version,1857/58 - “Vier weiße Lieder“,1868. Andrej Hoteev, piano; Maria Bulgakova, soprano Hänssler Classic HC16058 2017 [8]

### DVD
- Mussorgsky: Pictures at an Exhibition, 2001
- Prokofiev: Piano Sonata No. 6. (Op. 82), 2003